# Liste der Bodendenkmäler in Sondheim vor der Rhön
Auf dieser Seite sind die Bodendenkmäler in der unterfränkischen Gemeinde Sondheim vor der Rhön zusammengestellt. Diese Tabelle ist eine Teilliste der Liste der Bodendenkmäler in Bayern. Grundlage ist die Bayerische Denkmalliste, die auf Basis des Bayerischen Denkmalschutzgesetzes vom 1. Oktober 1973 erstmals erstellt wurde und seither durch das Bayerische Landesamt für Denkmalpflege geführt wird. Die folgenden Angaben ersetzen nicht die rechtsverbindliche Auskunft der Denkmalschutzbehörde.

## Bodendenkmäler der Gemeinde Sondheim vor der Rhön

### Bodendenkmäler in der Gemarkung Ostheim v.d.Rhön
| Lage                        | Objekt                                                        | Akten-Nr.     | Bild |
| --------------------------- | ------------------------------------------------------------- | ------------- | ---- |
| Ostheim v.d.Rhön (Standort) | Kalkbrennofen des späten Mittelalters und der frühen Neuzeit. | D-6-5527-0170 |      |

### Bodendenkmäler in der Gemarkung Roth
| Lage                   | Objekt                                                           | Akten-Nr.     | Bild |
| ---------------------- | ---------------------------------------------------------------- | ------------- | ---- |
| Roth Hausen (Standort) | Bestattungsplatz mit Grabhügeln vorgeschichtlicher Zeitstellung. | D-6-5526-0085 |      |

### Bodendenkmäler in der Gemarkung Sondheim v.d.Rhön
| Lage                         | Objekt | Akten-Nr.     | Bild |
| ---------------------------- | --- | ------------- | ---- |
| Sondheim v.d.Rhön (Standort) | Höhensiedlung der Hallstattzeit und mittelalterliche bis neuzeitliche Altäcker und Terrassierungen.                                                               | D-6-5526-0019 |      |
| Sondheim v.d.Rhön (Standort) | Bestattungsplatz mit Grabhügeln vorgeschichtlicher Zeitstellung.                                                                                                  | D-6-5526-0020 |      |
| Sondheim v.d.Rhön (Standort) | Bestattungsplatz mit Grabhügeln vorgeschichtlicher Zeitstellung.                                                                                                  | D-6-5526-0021 |      |
| Sondheim v.d.Rhön (Standort) | Bestattungsplatz mit Grabhügel vorgeschichtlicher Zeitstellung mit Bestattungen der Hallstattzeit.                                                                | D-6-5526-0022 |      |
| Sondheim v.d.Rhön (Standort) | Bestattungsplatz mit Grabhügeln vorgeschichtlicher Zeitstellung.                                                                                                  | D-6-5526-0023 |      |
| Sondheim v.d.Rhön (Standort) | Siedlung der Hallstattzeit. | D-6-5526-0024 |      |
| Sondheim v.d.Rhön (Standort) | Bestattungsplatz mit Grabhügeln vorgeschichtlicher Zeitstellung.                                                                                                  | D-6-5526-0025 |      |
| Sondheim v.d.Rhön (Standort) | Körpergräber mittelalterlicher Zeitstellung. | D-6-5526-0027 |      |
| Sondheim v.d.Rhön (Standort) | Archäologische Befunde des Mittelalters und der frühen Neuzeit im Bereich des ehemaligen befestigten Ortsbereiches von Sondheim v.d.Rhön.                         | D-6-5526-0070 |      |
| Sondheim v.d.Rhön (Standort) | Archäologische Befunde des Mittelalters und der frühen Neuzeit im Bereich der Evangelisch-Lutherischen Pfarrkirche von Sondheim v.d.Rhön mit ummauertem Kirchhof. | D-6-5526-0071 |      |
| Sondheim v.d.Rhön (Standort) | Archäologische Befunde der frühen Neuzeit im Bereich der Ortsbefestigung von Sondheim v.d.Rhön.                                                                   | D-6-5526-0072 |      |
| Sondheim v.d.Rhön (Standort) | Archäologische Befunde im Bereich des frühneuzeitlichen ehemalige Gebsattelschen Schlosses mit Nebengebäuden in Sondheim v.d.Rhön.                                | D-6-5526-0073 |      |
| Sondheim v.d.Rhön (Standort) | Bestattungsplatz mit verebneten Grabhügeln vorgeschichtlicher Zeitstellung mit Bestattungen der Schnurkeramik, der Hallstattzeit und der frühen Latènezeit.       | D-6-5527-0064 |      |

### Bodendenkmäler in der Gemarkung Stetten
| Lage               | Objekt | Akten-Nr.     | Bild |
| ------------------ | --- | ------------- | ---- |
| Stetten (Standort) | Bestattungsplatz mit Grabhügeln vorgeschichtlicher Zeitstellung mit Bestattungen der mittleren bis späten Bronzezeit und der Hallstattzeit.               | D-6-5526-0028 |      |
| Stetten (Standort) | Bestattungsplatz mit Grabhügeln vorgeschichtlicher Zeitstellung mit Bestattungen der Hallstattzeit.                                                       | D-6-5526-0029 |      |
| Stetten (Standort) | Bestattungsplatz mit Grabhügel vorgeschichtlicher Zeitstellung.                                                                                           | D-6-5526-0030 |      |
| Stetten (Standort) | Archäologische Befunde des Mittelalters und der frühen Neuzeit im Bereich des ehemaligen befestigten Ortsbereiches von Stetten.                           | D-6-5526-0074 |      |
| Stetten (Standort) | Archäologische Befunde des späten Mittelalters und der frühen Neuzeit im Bereich der Ortsbefestigung von Stetten.                                         | D-6-5526-0075 |      |
| Stetten (Standort) | Archäologische Befunde des Mittelalters und der frühen Neuzeit im Bereich der Evangelisch-Lutherischen Filialkirche von Stetten mit befestigtem Kirchhof. | D-6-5526-0076 |      |